# Jak nie być sobą
Jak nie być sobą (ang. How Not to Live Your Life, 2007–2011) – brytyjski serial komediowy stworzony przez Dana Clarka.
Światowa premiera serialu miała miejsce 27 września 2007 roku na antenie BBC Three. Ostatni odcinek serialu został wyemitowany 22 grudnia 2011 roku. W Polsce serial nadawany na kanale HBO Comedy.

## Obsada
- Dan Clark – Donald "Don" Danbury (2007-2011)
- Laura Haddock – Samantha Parker (2009-2011)
- Sinéad Moynihan – Abby Jones (2008, 2011)
- Finlay Robertson – Karl Menford (2008)
- David Armand – Edward "Eddie" Singh (2008-2011)
- Leila Hoffman – panna "Dot" Treacher (2008-2011)
- Daniel Lawrence Taylor – Jason (2009-2011)
- Silas Carson – Brian (2010)